# 3. ŽNL Osječko-baranjska NS Našice 2008./09.
Prvenstvo se igralo dvokružno. Ligu je osvojio NK Omladinac Niza, te se time plasirao u 2. ŽNL Osječko-baranjsku NS Našice.

## Tablica
| Mj. | Klub                   | Sus. | Pobj. | Ner. | Por. | GR.   | Bod.      |
| --- | ---------------------- | ---- | ----- | ---- | ---- | ----- | --------- |
| 1.  | NK Omladinac Niza      | 14   | 11    | 2    | 1    | 47:16 | 35        |
| 2.  | NK Dinamo Budimci      | 14   | 10    | 2    | 2    | 31:14 | 32        |
| 3.  | NK Lug Bokšić Lug      | 14   | 8     | 1    | 5    | 31:20 | 25        |
| 4.  | NK Poganovci           | 14   | 8     | 1    | 5    | 31:26 | 25        |
| 5.  | NK Polet Bokšić        | 14   | 4     | 4    | 6    | 23:27 | 16        |
| 6.  | NK Seona               | 14   | 4     | 2    | 8    | 22:32 | 14        |
| 7.  | NK Vuka Razbojište     | 14   | 3     | 0    | 11   | 16:35 | 9         |
| 8.  | NK Slavonac Pribiševci | 14   | 2     | 0    | 12   | 15:46 | 3 (-3) ↓1 |

## Rezultati
| NK Dinamo Budimci - NK Slavonac Pribiševci 3:0 NK Polet Bokšić - NK Vuka Razbojište 5:1 NK Poganovci - NK Omladinac Niza 2:2 NK Seona - NK Lug Bokšić Lug 4:0 | NK Slavonac Pribiševci - NK Vuka Razbojište 3:1 NK Lug Bokšić Lug - NK Polet Bokšić 3:2 NK Omladinac Niza - NK Seona 8:2 NK Dinamo Budimci - NK Poganovci 2:1 | NK Poganovci - NK Slavonac Pribiševci 6:1 NK Seona - NK Dinamo Budimci 1:2 NK Polet Bokšić - NK Omladinac Niza 2:3 NK Vuka Razbojište - NK Lug Bokšić Lug 4:3 |
| NK Slavonac Pribiševci - NK Lug Bokšić Lug 1:4 NK Omladinac Niza - NK Vuka Razbojište 3:0 NK Dinamo Budimci - NK Polet Bokšić 3:0 NK Poganovci - NK Seona 2:1 | NK Seona - NK Slavonac Pribiševci 3:0 NK Polet Bokšić - NK Poganovci 0:2 NK Vuka Razbojište - NK Dinamo Budimci 0:3 NK Lug Bokšić Lug - NK Omladinac Niza 3:0 | NK Dinamo Budimci - NK Lug Bokšić Lug 2:1 NK Slavonac Pribiševci - NK Omladinac Niza 4:5 NK Poganovci - NK Vuka Razbojište 3:1 NK Seona - NK Polet Bokšić 0:0 |
| NK Polet Bokšić - NK Slavonac Pribiševci 4:3 NK Vuka Razbojište - NK Seona 0:2 NK Lug Bokšić Lug - NK Poganovci 4:0 NK Omladinac Niza - NK Dinamo Budimci 1:1 | NK Slavonac Pribiševci - NK Dinamo Budimci : NK Omladinac Niza - NK Poganovci : NK Lug Bokšić Lug - NK Seona : NK Vuka Razbojište - NK Polet Bokšić :         | 9. kolo |
| 10. kolo | 11. kolo | 12. kolo |
| 13. kolo | 14. kolo | |